# دیوید گوئز
 دیوید گوئز (انگلیسی: David Guez؛ زادهٔ ۸ نوامبر ۱۹۸۲) یک تنیس‌باز اهل فرانسه است. 